# Laura Basso
Pour les articles homonymes, voir Basso.
Laura Basso, née le 10 juillet 1984 à Udine en Frioul-Vénétie Julienne, est une coureuse cycliste italienne.

## Palmarès sur route
- 2007
  - 1re étape du Mémorial Michela Fanini (contre-la-montre)

### Grands tours

#### Tour d'Italie
- 2007 : 75e

## Palmarès sur piste

### Coupe du monde
Classement général du scratch
- 2011-2012 : 9e
- 2013-2014 : 6e
- 2016-2017 : 6e

### Championnats d'Italie
- 2008
  - 3e de la poursuite par équipes
- 2009
  - 3e de la poursuite par équipes
- 2010
  - 3e de la poursuite par équipes
- 2013
  - 3e du scratch

### Autres
- 2010
  - 3e de GP Vienne (course aux points)
  - 3e de GP Vienne (scratch)
- 2011
  - 2e de GP Vienne (poursuite)
- 2014
  - 3e de Grenchen (scratch)
  - 3e de Three Days Aigle (scratch)